# تشاك براون (مغني)
تشاك براون (بالإنجليزية: Chuck Brown)‏ هو عازف قيثارة ومغني أمريكي، ولد في 22 أغسطس 1936 في غاستون في الولايات المتحدة، وتوفي في 16 مايو 2012 في بالتيمور في الولايات المتحدة بسبب متلازمة الاختلال العضوي المتعدد.

## وصلات خارجية
- الموقع الرسمي
- تشاك براون على موقع IMDb (الإنجليزية)
- تشاك براون على موقع الموسوعة البريطانية (الإنجليزية)
- تشاك براون على موقع ميوزك برينز (الإنجليزية)
- تشاك براون على موقع أول موفي (الإنجليزية)
- تشاك براون على موقع ديسكوغز (الإنجليزية)
- تشاك براون على موقع قاعدة بيانات الفيلم (الإنجليزية)
- تشاك براون على موقع كينوبويسك (الروسية)